# Gruppo di NGC 1137
Il Gruppo di NGC 1137 comprende almeno cinque membri, cioè NGC 1137, NGC 1153, IC 273, IC 277 e UGC 2441.
Secondo Mahtessian, a queste cinque galassie va aggiunta UGC 2446, in quanto essa forma una coppia di galassie con NGC 1153.
La distanza media tra il centro di massa di questo gruppo e la nostra Via Lattea è di circa 135 milioni di anni luce (41,5 Mpc).

## Membri
Le galassie componenti il gruppo, nell'ordine indicato nell'articolo di Garcia del 1993, sono elencate nella tabella seguente.
| Nome      | Classificazione | Tipo            | RA (J2000.0)  | DEC (J2000.0) | Velocità radiale (km/s) | Magnitudine apparente | Distanza (Mpc) | Dimensioni (kal) |
| --------- | --------------- | --------------- | ------------- | ------------- | ----------------------- | --------------------- | -------------- | ---------------- |
| NGC 1137  | (R')SA(rs)b     | Spirale         | 02h 54m 02.7s | 02° 57′ 43″   | 3039 ± 1                | 12,4                  | 41,7 ± 2,9     | 87               |
| NGC 1153  | S0^+?           | Lenticolare     | 02h 58m 10.3s | 03° 21′ 43″   | 2991 ± 14               | 12,4                  | 41,1 ± 2,9     | 57               |
| IC 273    | SBa             | Spirale barrata | 02h 57m 10.8s | 02° 46′ 30″   | 3178 ± 1                | 13,4                  | 43,8 ± 3,1     | 61               |
| IC 277    | SB(rs)bc        | Spirale barrata | 02h 59m 50.6s | 02° 46′ 17″   | 2851 ± 1                | 13,2                  | 39,1 ± 2,7     | 80               |
| UGC 2441  | Scd             | Spirale         | 02h 58m 22.1s | 03° 51′ 46″   | 3053 ± 4                | 11,88                 | 42,0 ± 3,0     | 86               |
| UGC 2446A | S?              | Spirale         | 02h 58m 41.4s | 03° 26′ 06″   | 3090 ± 9                | 14,7                  | 41,4 ± ?       | 21               |

- A Il valore della velocità radiale eliocentrica attualmente indicato nel sito NASA/IPAC (National Aeronautics and Space Administration / Infrared Processing and Analysis Center) è di 7088,89 km/s, mentre precedentemente era stimato in 3104 km/s. Il nuovo valore si basa su dati del 1991.[7] Con questi nuovi dati, l'appartenenza della galassia al gruppo verrebbe esclusa. Il database SIMBAD utilizza i valori di velocità radiale e distanza pubblicati sul catalogo LEDA pubblicato nel 2002 e considera UGC 2446 come appartenente al gruppo in questione.

Il sito DeepskyLog permette di trovare agevolmente le costellazioni in cui sono situate le galassie; in alternativa si possono utilizzare le coordinate delle galassie per individuarle. Se non altrimenti indicato, le coordinate sono quelle fornite dal sito NASA/IPAC (National Aeronautics and Space Administration / Infrared Processing and Analysis Center).